# Логічна школа (шахи)
Логічна школа в шаховій композиції, звана також «новонімецькою школою» (нім. Neudeutsche Schule) — ідейна школа складання шахових задач, що виникла на початку XX століття. Задачі цієї школи містять стратегічну комбінацію, яка замаскована тематичним «хибним слідом», проте все ж здійснюється способом, який складно виявити. Фактично вирішувач спочатку виявляє помилковий слід, а знайшовши його спростування, отримує покажчик на правильний розв'язок.
Поява логічної школи суттєво збагатила шахову композицію новими, оригінальними і дотепними мотивами. Серед них — такі теми широкого охоплення, як індійська, римська, дрезденська, Цеплера, Лойда — Тертона та інші теми, розвиток яких триває і в наш час.

## Основні принципи
У «Словнику шахової композиції» особливості логічної школи визначаються таким формулюванням:

Суть логічної школи полягає в особливому способі здійснення стратегічних комбінацій. Розв'язок в задачах … знаходять в результаті аналізу взаємодії фігур, виявлення підготовчого і вирішального маневру, які виділяються за допомогою аналізу тематичних помилкових слідів… Тематика логічної школи широка — від елементарних тактичних ідей до складних стратегічних комбінацій і тем.
Для логічної школи характерне чітке розрізнення основного і (одного або декількох) підготовчих планів гри. Основний план білих у вихідній позиції не приводить до мети, тому потрібен підготовчий план — маневр, який усуває перешкоди основному плану. При цьому у підготовчого плану повинна бути тільки одна мета — усунення перешкод; цей принцип називається «чистотою мети маневру», він забезпечує ідейно-логічну єдність помилкового сліду і справжнього розв'язку.

## Історія

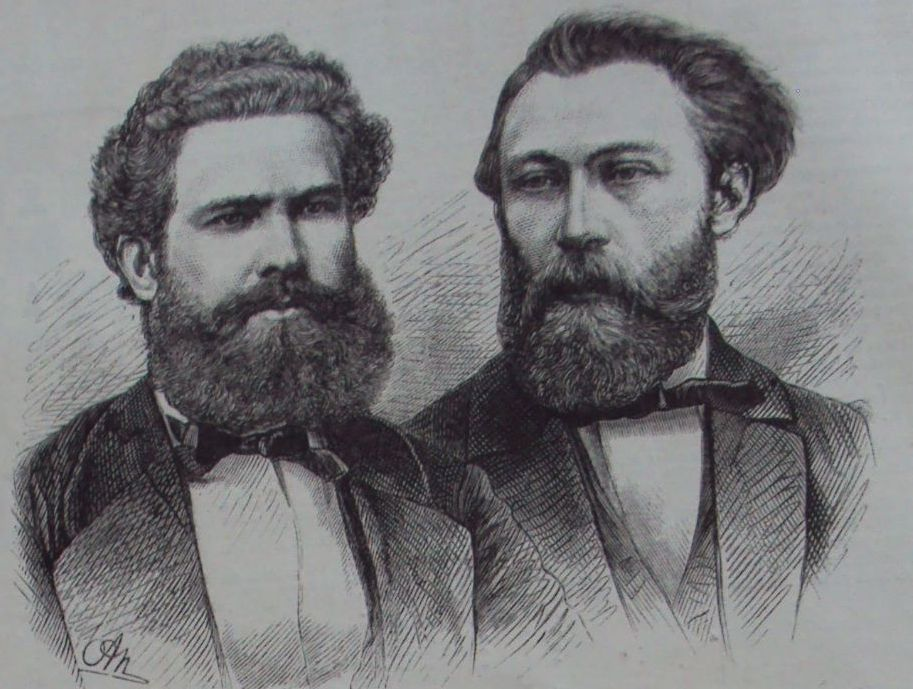
Йоганнес Коц (зліва) і Карл Коккелькорн

Одним з попередників логічної школи вважається австрійський проблеміст Август фон Цивінський (August Alexander Johann von Cywinski de Puchala, 1829—1905), деякі здачі якого були ідейно .близькі до стратегічних принципів логічної школи і включали повноцінний тематичний помилковий слід. Основні ідеї логічної школи були викладені в 1903 році в книзі німецьких проблемістів Карла Коккелькорна і Йоганнеса Коца «Індійська задача». У цій книзі автори вимагали домагатися «абсолютної чистоти мети ходу», систематизували раніше відкриті стратегічні комбінаційні ідеї, зокрема ті, що відносяться до прийомів перекриття і звільнення лінії, а також ввели ключове поняття «критичного ходу». Два роки потому Коц і Коккелькорн стали основоположниками іншої логічної теми («римської»), яка відкрила новий великий розділ задачної тематики і викликала широкий творчий відгук проблемістів. Нова ідеологія означала революційний перегляд раніше загальноприйнятих у шаховій композиції принципів «старонімецької школи» Йоганна Бергера, який основний упор робив на правильні мати і складність розв'язання. Бергер різко критикував нові принципи, але в результаті дискусії прихильники логічної школи перемогли.
Остаточне формулювання принципів логічної школи і класифікація її тематики відбулася в 1928 році, коли вийшла книжка Вальтера фон Гольцгаузена «Логіка і чистота теми у новонімецькій задачі» (Logik und Zweckreinheit im neudeutschen Schachproblem). Гольцгаузен додав до переліку логічних ідей важливу тему фокальних полів, здійснив класифікацію логічних маневрів.
Перший тип: попередній план (або кілька планів) знищують перешкоди до здійснення головного плану.
Другий тип: по закінченні попереднього плану у чорних з'являється нова контргра, для нейтралізації якої білі реалізують новий попередній план і лише потім проводять головний план.
Третій тип: реалізація попереднього плану дасть чорним можливість блокувати головний план, тому білі спочатку усувають цю можливість і лише потім здійснюють попередній план.

Серед відомих проблемістів логічної школи, крім вже згаданих:
- Еріх Брунер
- Клаус Венда[ru]
- Я. Г. Владіміров[ru]
- Герберт Ґраземан[ru]
- Р. М. Кофман[ru]
- И. М. Крихели[ru]
- Л. І. Куббель
- Еміл Палькоска[ru]
- Владімір Пахман[ru]
- А. М. Попандопуло[ru]
- Ханс Петер Рем[ru]
- В. Ф. Руденко
- Еріх Цеплер[ru]
- Вернер Шпекман[ru]

## Приклади

### Індійська тема
|   | a | b | c | d | e | f | g | h |   |
| 8 | g7 чорний пішак · c6 білий кінь · g5 чорний пішак · c4 білий слон · g4 чорний пішак · e3 чорний король · g3 білий пішак · f2 біла тура · e1 білий король | g7 чорний пішак · c6 білий кінь · g5 чорний пішак · c4 білий слон · g4 чорний пішак · e3 чорний король · g3 білий пішак · f2 біла тура · e1 білий король | g7 чорний пішак · c6 білий кінь · g5 чорний пішак · c4 білий слон · g4 чорний пішак · e3 чорний король · g3 білий пішак · f2 біла тура · e1 білий король | g7 чорний пішак · c6 білий кінь · g5 чорний пішак · c4 білий слон · g4 чорний пішак · e3 чорний король · g3 білий пішак · f2 біла тура · e1 білий король | g7 чорний пішак · c6 білий кінь · g5 чорний пішак · c4 білий слон · g4 чорний пішак · e3 чорний король · g3 білий пішак · f2 біла тура · e1 білий король | g7 чорний пішак · c6 білий кінь · g5 чорний пішак · c4 білий слон · g4 чорний пішак · e3 чорний король · g3 білий пішак · f2 біла тура · e1 білий король | g7 чорний пішак · c6 білий кінь · g5 чорний пішак · c4 білий слон · g4 чорний пішак · e3 чорний король · g3 білий пішак · f2 біла тура · e1 білий король | g7 чорний пішак · c6 білий кінь · g5 чорний пішак · c4 білий слон · g4 чорний пішак · e3 чорний король · g3 білий пішак · f2 біла тура · e1 білий король | 8 |
| 7 | g7 чорний пішак · c6 білий кінь · g5 чорний пішак · c4 білий слон · g4 чорний пішак · e3 чорний король · g3 білий пішак · f2 біла тура · e1 білий король | g7 чорний пішак · c6 білий кінь · g5 чорний пішак · c4 білий слон · g4 чорний пішак · e3 чорний король · g3 білий пішак · f2 біла тура · e1 білий король | g7 чорний пішак · c6 білий кінь · g5 чорний пішак · c4 білий слон · g4 чорний пішак · e3 чорний король · g3 білий пішак · f2 біла тура · e1 білий король | g7 чорний пішак · c6 білий кінь · g5 чорний пішак · c4 білий слон · g4 чорний пішак · e3 чорний король · g3 білий пішак · f2 біла тура · e1 білий король | g7 чорний пішак · c6 білий кінь · g5 чорний пішак · c4 білий слон · g4 чорний пішак · e3 чорний король · g3 білий пішак · f2 біла тура · e1 білий король | g7 чорний пішак · c6 білий кінь · g5 чорний пішак · c4 білий слон · g4 чорний пішак · e3 чорний король · g3 білий пішак · f2 біла тура · e1 білий король | g7 чорний пішак · c6 білий кінь · g5 чорний пішак · c4 білий слон · g4 чорний пішак · e3 чорний король · g3 білий пішак · f2 біла тура · e1 білий король | g7 чорний пішак · c6 білий кінь · g5 чорний пішак · c4 білий слон · g4 чорний пішак · e3 чорний король · g3 білий пішак · f2 біла тура · e1 білий король | 7 |
| 6 | g7 чорний пішак · c6 білий кінь · g5 чорний пішак · c4 білий слон · g4 чорний пішак · e3 чорний король · g3 білий пішак · f2 біла тура · e1 білий король | g7 чорний пішак · c6 білий кінь · g5 чорний пішак · c4 білий слон · g4 чорний пішак · e3 чорний король · g3 білий пішак · f2 біла тура · e1 білий король | g7 чорний пішак · c6 білий кінь · g5 чорний пішак · c4 білий слон · g4 чорний пішак · e3 чорний король · g3 білий пішак · f2 біла тура · e1 білий король | g7 чорний пішак · c6 білий кінь · g5 чорний пішак · c4 білий слон · g4 чорний пішак · e3 чорний король · g3 білий пішак · f2 біла тура · e1 білий король | g7 чорний пішак · c6 білий кінь · g5 чорний пішак · c4 білий слон · g4 чорний пішак · e3 чорний король · g3 білий пішак · f2 біла тура · e1 білий король | g7 чорний пішак · c6 білий кінь · g5 чорний пішак · c4 білий слон · g4 чорний пішак · e3 чорний король · g3 білий пішак · f2 біла тура · e1 білий король | g7 чорний пішак · c6 білий кінь · g5 чорний пішак · c4 білий слон · g4 чорний пішак · e3 чорний король · g3 білий пішак · f2 біла тура · e1 білий король | g7 чорний пішак · c6 білий кінь · g5 чорний пішак · c4 білий слон · g4 чорний пішак · e3 чорний король · g3 білий пішак · f2 біла тура · e1 білий король | 6 |
| 5 | g7 чорний пішак · c6 білий кінь · g5 чорний пішак · c4 білий слон · g4 чорний пішак · e3 чорний король · g3 білий пішак · f2 біла тура · e1 білий король | g7 чорний пішак · c6 білий кінь · g5 чорний пішак · c4 білий слон · g4 чорний пішак · e3 чорний король · g3 білий пішак · f2 біла тура · e1 білий король | g7 чорний пішак · c6 білий кінь · g5 чорний пішак · c4 білий слон · g4 чорний пішак · e3 чорний король · g3 білий пішак · f2 біла тура · e1 білий король | g7 чорний пішак · c6 білий кінь · g5 чорний пішак · c4 білий слон · g4 чорний пішак · e3 чорний король · g3 білий пішак · f2 біла тура · e1 білий король | g7 чорний пішак · c6 білий кінь · g5 чорний пішак · c4 білий слон · g4 чорний пішак · e3 чорний король · g3 білий пішак · f2 біла тура · e1 білий король | g7 чорний пішак · c6 білий кінь · g5 чорний пішак · c4 білий слон · g4 чорний пішак · e3 чорний король · g3 білий пішак · f2 біла тура · e1 білий король | g7 чорний пішак · c6 білий кінь · g5 чорний пішак · c4 білий слон · g4 чорний пішак · e3 чорний король · g3 білий пішак · f2 біла тура · e1 білий король | g7 чорний пішак · c6 білий кінь · g5 чорний пішак · c4 білий слон · g4 чорний пішак · e3 чорний король · g3 білий пішак · f2 біла тура · e1 білий король | 5 |
| 4 | g7 чорний пішак · c6 білий кінь · g5 чорний пішак · c4 білий слон · g4 чорний пішак · e3 чорний король · g3 білий пішак · f2 біла тура · e1 білий король | g7 чорний пішак · c6 білий кінь · g5 чорний пішак · c4 білий слон · g4 чорний пішак · e3 чорний король · g3 білий пішак · f2 біла тура · e1 білий король | g7 чорний пішак · c6 білий кінь · g5 чорний пішак · c4 білий слон · g4 чорний пішак · e3 чорний король · g3 білий пішак · f2 біла тура · e1 білий король | g7 чорний пішак · c6 білий кінь · g5 чорний пішак · c4 білий слон · g4 чорний пішак · e3 чорний король · g3 білий пішак · f2 біла тура · e1 білий король | g7 чорний пішак · c6 білий кінь · g5 чорний пішак · c4 білий слон · g4 чорний пішак · e3 чорний король · g3 білий пішак · f2 біла тура · e1 білий король | g7 чорний пішак · c6 білий кінь · g5 чорний пішак · c4 білий слон · g4 чорний пішак · e3 чорний король · g3 білий пішак · f2 біла тура · e1 білий король | g7 чорний пішак · c6 білий кінь · g5 чорний пішак · c4 білий слон · g4 чорний пішак · e3 чорний король · g3 білий пішак · f2 біла тура · e1 білий король | g7 чорний пішак · c6 білий кінь · g5 чорний пішак · c4 білий слон · g4 чорний пішак · e3 чорний король · g3 білий пішак · f2 біла тура · e1 білий король | 4 |
| 3 | g7 чорний пішак · c6 білий кінь · g5 чорний пішак · c4 білий слон · g4 чорний пішак · e3 чорний король · g3 білий пішак · f2 біла тура · e1 білий король | g7 чорний пішак · c6 білий кінь · g5 чорний пішак · c4 білий слон · g4 чорний пішак · e3 чорний король · g3 білий пішак · f2 біла тура · e1 білий король | g7 чорний пішак · c6 білий кінь · g5 чорний пішак · c4 білий слон · g4 чорний пішак · e3 чорний король · g3 білий пішак · f2 біла тура · e1 білий король | g7 чорний пішак · c6 білий кінь · g5 чорний пішак · c4 білий слон · g4 чорний пішак · e3 чорний король · g3 білий пішак · f2 біла тура · e1 білий король | g7 чорний пішак · c6 білий кінь · g5 чорний пішак · c4 білий слон · g4 чорний пішак · e3 чорний король · g3 білий пішак · f2 біла тура · e1 білий король | g7 чорний пішак · c6 білий кінь · g5 чорний пішак · c4 білий слон · g4 чорний пішак · e3 чорний король · g3 білий пішак · f2 біла тура · e1 білий король | g7 чорний пішак · c6 білий кінь · g5 чорний пішак · c4 білий слон · g4 чорний пішак · e3 чорний король · g3 білий пішак · f2 біла тура · e1 білий король | g7 чорний пішак · c6 білий кінь · g5 чорний пішак · c4 білий слон · g4 чорний пішак · e3 чорний король · g3 білий пішак · f2 біла тура · e1 білий король | 3 |
| 2 | g7 чорний пішак · c6 білий кінь · g5 чорний пішак · c4 білий слон · g4 чорний пішак · e3 чорний король · g3 білий пішак · f2 біла тура · e1 білий король | g7 чорний пішак · c6 білий кінь · g5 чорний пішак · c4 білий слон · g4 чорний пішак · e3 чорний король · g3 білий пішак · f2 біла тура · e1 білий король | g7 чорний пішак · c6 білий кінь · g5 чорний пішак · c4 білий слон · g4 чорний пішак · e3 чорний король · g3 білий пішак · f2 біла тура · e1 білий король | g7 чорний пішак · c6 білий кінь · g5 чорний пішак · c4 білий слон · g4 чорний пішак · e3 чорний король · g3 білий пішак · f2 біла тура · e1 білий король | g7 чорний пішак · c6 білий кінь · g5 чорний пішак · c4 білий слон · g4 чорний пішак · e3 чорний король · g3 білий пішак · f2 біла тура · e1 білий король | g7 чорний пішак · c6 білий кінь · g5 чорний пішак · c4 білий слон · g4 чорний пішак · e3 чорний король · g3 білий пішак · f2 біла тура · e1 білий король | g7 чорний пішак · c6 білий кінь · g5 чорний пішак · c4 білий слон · g4 чорний пішак · e3 чорний король · g3 білий пішак · f2 біла тура · e1 білий король | g7 чорний пішак · c6 білий кінь · g5 чорний пішак · c4 білий слон · g4 чорний пішак · e3 чорний король · g3 білий пішак · f2 біла тура · e1 білий король | 2 |
| 1 | g7 чорний пішак · c6 білий кінь · g5 чорний пішак · c4 білий слон · g4 чорний пішак · e3 чорний король · g3 білий пішак · f2 біла тура · e1 білий король | g7 чорний пішак · c6 білий кінь · g5 чорний пішак · c4 білий слон · g4 чорний пішак · e3 чорний король · g3 білий пішак · f2 біла тура · e1 білий король | g7 чорний пішак · c6 білий кінь · g5 чорний пішак · c4 білий слон · g4 чорний пішак · e3 чорний король · g3 білий пішак · f2 біла тура · e1 білий король | g7 чорний пішак · c6 білий кінь · g5 чорний пішак · c4 білий слон · g4 чорний пішак · e3 чорний король · g3 білий пішак · f2 біла тура · e1 білий король | g7 чорний пішак · c6 білий кінь · g5 чорний пішак · c4 білий слон · g4 чорний пішак · e3 чорний король · g3 білий пішак · f2 біла тура · e1 білий король | g7 чорний пішак · c6 білий кінь · g5 чорний пішак · c4 білий слон · g4 чорний пішак · e3 чорний король · g3 білий пішак · f2 біла тура · e1 білий король | g7 чорний пішак · c6 білий кінь · g5 чорний пішак · c4 білий слон · g4 чорний пішак · e3 чорний король · g3 білий пішак · f2 біла тура · e1 білий король | g7 чорний пішак · c6 білий кінь · g5 чорний пішак · c4 білий слон · g4 чорний пішак · e3 чорний король · g3 білий пішак · f2 біла тура · e1 білий король | 1 |
|   | a | b | c | d | e | f | g | h |   |

Розв'язок.
Хибний слід: 1.Лf1? g6.
1. Лf8!  (критичний хід для 1-ї комбінації Індійської теми) Кре4

2. Kpe2 g6

3. Cf7!  (вимикання критичної фігури) Kpf5

4. Cd5×

У випадку 1. … g6буде:

2. Лf1!  (критичний хід для 2-ї комбінації) Кре4

3. Kpf2!  (король білих робить перекривний хід) Kpf5

4. Кре3×

### Римська тема
|   | a | b | c | d | e | f | g | h |   |
| 8 | b7 білий кінь · e7 чорний слон · b5 білий слон · a4 білий король · d4 білий пішак · c3 чорний король · e3 білий пішак · f2 білий ферзь | b7 білий кінь · e7 чорний слон · b5 білий слон · a4 білий король · d4 білий пішак · c3 чорний король · e3 білий пішак · f2 білий ферзь | b7 білий кінь · e7 чорний слон · b5 білий слон · a4 білий король · d4 білий пішак · c3 чорний король · e3 білий пішак · f2 білий ферзь | b7 білий кінь · e7 чорний слон · b5 білий слон · a4 білий король · d4 білий пішак · c3 чорний король · e3 білий пішак · f2 білий ферзь | b7 білий кінь · e7 чорний слон · b5 білий слон · a4 білий король · d4 білий пішак · c3 чорний король · e3 білий пішак · f2 білий ферзь | b7 білий кінь · e7 чорний слон · b5 білий слон · a4 білий король · d4 білий пішак · c3 чорний король · e3 білий пішак · f2 білий ферзь | b7 білий кінь · e7 чорний слон · b5 білий слон · a4 білий король · d4 білий пішак · c3 чорний король · e3 білий пішак · f2 білий ферзь | b7 білий кінь · e7 чорний слон · b5 білий слон · a4 білий король · d4 білий пішак · c3 чорний король · e3 білий пішак · f2 білий ферзь | 8 |
| 7 | b7 білий кінь · e7 чорний слон · b5 білий слон · a4 білий король · d4 білий пішак · c3 чорний король · e3 білий пішак · f2 білий ферзь | b7 білий кінь · e7 чорний слон · b5 білий слон · a4 білий король · d4 білий пішак · c3 чорний король · e3 білий пішак · f2 білий ферзь | b7 білий кінь · e7 чорний слон · b5 білий слон · a4 білий король · d4 білий пішак · c3 чорний король · e3 білий пішак · f2 білий ферзь | b7 білий кінь · e7 чорний слон · b5 білий слон · a4 білий король · d4 білий пішак · c3 чорний король · e3 білий пішак · f2 білий ферзь | b7 білий кінь · e7 чорний слон · b5 білий слон · a4 білий король · d4 білий пішак · c3 чорний король · e3 білий пішак · f2 білий ферзь | b7 білий кінь · e7 чорний слон · b5 білий слон · a4 білий король · d4 білий пішак · c3 чорний король · e3 білий пішак · f2 білий ферзь | b7 білий кінь · e7 чорний слон · b5 білий слон · a4 білий король · d4 білий пішак · c3 чорний король · e3 білий пішак · f2 білий ферзь | b7 білий кінь · e7 чорний слон · b5 білий слон · a4 білий король · d4 білий пішак · c3 чорний король · e3 білий пішак · f2 білий ферзь | 7 |
| 6 | b7 білий кінь · e7 чорний слон · b5 білий слон · a4 білий король · d4 білий пішак · c3 чорний король · e3 білий пішак · f2 білий ферзь | b7 білий кінь · e7 чорний слон · b5 білий слон · a4 білий король · d4 білий пішак · c3 чорний король · e3 білий пішак · f2 білий ферзь | b7 білий кінь · e7 чорний слон · b5 білий слон · a4 білий король · d4 білий пішак · c3 чорний король · e3 білий пішак · f2 білий ферзь | b7 білий кінь · e7 чорний слон · b5 білий слон · a4 білий король · d4 білий пішак · c3 чорний король · e3 білий пішак · f2 білий ферзь | b7 білий кінь · e7 чорний слон · b5 білий слон · a4 білий король · d4 білий пішак · c3 чорний король · e3 білий пішак · f2 білий ферзь | b7 білий кінь · e7 чорний слон · b5 білий слон · a4 білий король · d4 білий пішак · c3 чорний король · e3 білий пішак · f2 білий ферзь | b7 білий кінь · e7 чорний слон · b5 білий слон · a4 білий король · d4 білий пішак · c3 чорний король · e3 білий пішак · f2 білий ферзь | b7 білий кінь · e7 чорний слон · b5 білий слон · a4 білий король · d4 білий пішак · c3 чорний король · e3 білий пішак · f2 білий ферзь | 6 |
| 5 | b7 білий кінь · e7 чорний слон · b5 білий слон · a4 білий король · d4 білий пішак · c3 чорний король · e3 білий пішак · f2 білий ферзь | b7 білий кінь · e7 чорний слон · b5 білий слон · a4 білий король · d4 білий пішак · c3 чорний король · e3 білий пішак · f2 білий ферзь | b7 білий кінь · e7 чорний слон · b5 білий слон · a4 білий король · d4 білий пішак · c3 чорний король · e3 білий пішак · f2 білий ферзь | b7 білий кінь · e7 чорний слон · b5 білий слон · a4 білий король · d4 білий пішак · c3 чорний король · e3 білий пішак · f2 білий ферзь | b7 білий кінь · e7 чорний слон · b5 білий слон · a4 білий король · d4 білий пішак · c3 чорний король · e3 білий пішак · f2 білий ферзь | b7 білий кінь · e7 чорний слон · b5 білий слон · a4 білий король · d4 білий пішак · c3 чорний король · e3 білий пішак · f2 білий ферзь | b7 білий кінь · e7 чорний слон · b5 білий слон · a4 білий король · d4 білий пішак · c3 чорний король · e3 білий пішак · f2 білий ферзь | b7 білий кінь · e7 чорний слон · b5 білий слон · a4 білий король · d4 білий пішак · c3 чорний король · e3 білий пішак · f2 білий ферзь | 5 |
| 4 | b7 білий кінь · e7 чорний слон · b5 білий слон · a4 білий король · d4 білий пішак · c3 чорний король · e3 білий пішак · f2 білий ферзь | b7 білий кінь · e7 чорний слон · b5 білий слон · a4 білий король · d4 білий пішак · c3 чорний король · e3 білий пішак · f2 білий ферзь | b7 білий кінь · e7 чорний слон · b5 білий слон · a4 білий король · d4 білий пішак · c3 чорний король · e3 білий пішак · f2 білий ферзь | b7 білий кінь · e7 чорний слон · b5 білий слон · a4 білий король · d4 білий пішак · c3 чорний король · e3 білий пішак · f2 білий ферзь | b7 білий кінь · e7 чорний слон · b5 білий слон · a4 білий король · d4 білий пішак · c3 чорний король · e3 білий пішак · f2 білий ферзь | b7 білий кінь · e7 чорний слон · b5 білий слон · a4 білий король · d4 білий пішак · c3 чорний король · e3 білий пішак · f2 білий ферзь | b7 білий кінь · e7 чорний слон · b5 білий слон · a4 білий король · d4 білий пішак · c3 чорний король · e3 білий пішак · f2 білий ферзь | b7 білий кінь · e7 чорний слон · b5 білий слон · a4 білий король · d4 білий пішак · c3 чорний король · e3 білий пішак · f2 білий ферзь | 4 |
| 3 | b7 білий кінь · e7 чорний слон · b5 білий слон · a4 білий король · d4 білий пішак · c3 чорний король · e3 білий пішак · f2 білий ферзь | b7 білий кінь · e7 чорний слон · b5 білий слон · a4 білий король · d4 білий пішак · c3 чорний король · e3 білий пішак · f2 білий ферзь | b7 білий кінь · e7 чорний слон · b5 білий слон · a4 білий король · d4 білий пішак · c3 чорний король · e3 білий пішак · f2 білий ферзь | b7 білий кінь · e7 чорний слон · b5 білий слон · a4 білий король · d4 білий пішак · c3 чорний король · e3 білий пішак · f2 білий ферзь | b7 білий кінь · e7 чорний слон · b5 білий слон · a4 білий король · d4 білий пішак · c3 чорний король · e3 білий пішак · f2 білий ферзь | b7 білий кінь · e7 чорний слон · b5 білий слон · a4 білий король · d4 білий пішак · c3 чорний король · e3 білий пішак · f2 білий ферзь | b7 білий кінь · e7 чорний слон · b5 білий слон · a4 білий король · d4 білий пішак · c3 чорний король · e3 білий пішак · f2 білий ферзь | b7 білий кінь · e7 чорний слон · b5 білий слон · a4 білий король · d4 білий пішак · c3 чорний король · e3 білий пішак · f2 білий ферзь | 3 |
| 2 | b7 білий кінь · e7 чорний слон · b5 білий слон · a4 білий король · d4 білий пішак · c3 чорний король · e3 білий пішак · f2 білий ферзь | b7 білий кінь · e7 чорний слон · b5 білий слон · a4 білий король · d4 білий пішак · c3 чорний король · e3 білий пішак · f2 білий ферзь | b7 білий кінь · e7 чорний слон · b5 білий слон · a4 білий король · d4 білий пішак · c3 чорний король · e3 білий пішак · f2 білий ферзь | b7 білий кінь · e7 чорний слон · b5 білий слон · a4 білий король · d4 білий пішак · c3 чорний король · e3 білий пішак · f2 білий ферзь | b7 білий кінь · e7 чорний слон · b5 білий слон · a4 білий король · d4 білий пішак · c3 чорний король · e3 білий пішак · f2 білий ферзь | b7 білий кінь · e7 чорний слон · b5 білий слон · a4 білий король · d4 білий пішак · c3 чорний король · e3 білий пішак · f2 білий ферзь | b7 білий кінь · e7 чорний слон · b5 білий слон · a4 білий король · d4 білий пішак · c3 чорний король · e3 білий пішак · f2 білий ферзь | b7 білий кінь · e7 чорний слон · b5 білий слон · a4 білий король · d4 білий пішак · c3 чорний король · e3 білий пішак · f2 білий ферзь | 2 |
| 1 | b7 білий кінь · e7 чорний слон · b5 білий слон · a4 білий король · d4 білий пішак · c3 чорний король · e3 білий пішак · f2 білий ферзь | b7 білий кінь · e7 чорний слон · b5 білий слон · a4 білий король · d4 білий пішак · c3 чорний король · e3 білий пішак · f2 білий ферзь | b7 білий кінь · e7 чорний слон · b5 білий слон · a4 білий король · d4 білий пішак · c3 чорний король · e3 білий пішак · f2 білий ферзь | b7 білий кінь · e7 чорний слон · b5 білий слон · a4 білий король · d4 білий пішак · c3 чорний король · e3 білий пішак · f2 білий ферзь | b7 білий кінь · e7 чорний слон · b5 білий слон · a4 білий король · d4 білий пішак · c3 чорний король · e3 білий пішак · f2 білий ферзь | b7 білий кінь · e7 чорний слон · b5 білий слон · a4 білий король · d4 білий пішак · c3 чорний король · e3 білий пішак · f2 білий ферзь | b7 білий кінь · e7 чорний слон · b5 білий слон · a4 білий король · d4 білий пішак · c3 чорний король · e3 білий пішак · f2 білий ферзь | b7 білий кінь · e7 чорний слон · b5 білий слон · a4 білий король · d4 білий пішак · c3 чорний король · e3 білий пішак · f2 білий ферзь | 1 |
|   | a | b | c | d | e | f | g | h |   |

Розв'язок.
1. Кd6!  Відволікає слона. Передчасно 1. Фе2 Сд5! 2. Сd3 З: e3).

1… С: d6

2. Фе2 Сf4

3. ef Кр: d4

4. Фе5×

### Різні теми
|   | a | b | c | d | e | f | g | h |   |
| 8 | e6 чорний пішак · h6 білий король · c5 чорний кінь · e5 білий слон · f5 білий пішак · d4 білий пішак · h4 чорний пішак · d3 чорний пішак · e3 білий кінь · h3 чорний король · c1 чорний кінь · f1 чорний слон · h1 білий слон | e6 чорний пішак · h6 білий король · c5 чорний кінь · e5 білий слон · f5 білий пішак · d4 білий пішак · h4 чорний пішак · d3 чорний пішак · e3 білий кінь · h3 чорний король · c1 чорний кінь · f1 чорний слон · h1 білий слон | e6 чорний пішак · h6 білий король · c5 чорний кінь · e5 білий слон · f5 білий пішак · d4 білий пішак · h4 чорний пішак · d3 чорний пішак · e3 білий кінь · h3 чорний король · c1 чорний кінь · f1 чорний слон · h1 білий слон | e6 чорний пішак · h6 білий король · c5 чорний кінь · e5 білий слон · f5 білий пішак · d4 білий пішак · h4 чорний пішак · d3 чорний пішак · e3 білий кінь · h3 чорний король · c1 чорний кінь · f1 чорний слон · h1 білий слон | e6 чорний пішак · h6 білий король · c5 чорний кінь · e5 білий слон · f5 білий пішак · d4 білий пішак · h4 чорний пішак · d3 чорний пішак · e3 білий кінь · h3 чорний король · c1 чорний кінь · f1 чорний слон · h1 білий слон | e6 чорний пішак · h6 білий король · c5 чорний кінь · e5 білий слон · f5 білий пішак · d4 білий пішак · h4 чорний пішак · d3 чорний пішак · e3 білий кінь · h3 чорний король · c1 чорний кінь · f1 чорний слон · h1 білий слон | e6 чорний пішак · h6 білий король · c5 чорний кінь · e5 білий слон · f5 білий пішак · d4 білий пішак · h4 чорний пішак · d3 чорний пішак · e3 білий кінь · h3 чорний король · c1 чорний кінь · f1 чорний слон · h1 білий слон | e6 чорний пішак · h6 білий король · c5 чорний кінь · e5 білий слон · f5 білий пішак · d4 білий пішак · h4 чорний пішак · d3 чорний пішак · e3 білий кінь · h3 чорний король · c1 чорний кінь · f1 чорний слон · h1 білий слон | 8 |
| 7 | e6 чорний пішак · h6 білий король · c5 чорний кінь · e5 білий слон · f5 білий пішак · d4 білий пішак · h4 чорний пішак · d3 чорний пішак · e3 білий кінь · h3 чорний король · c1 чорний кінь · f1 чорний слон · h1 білий слон | e6 чорний пішак · h6 білий король · c5 чорний кінь · e5 білий слон · f5 білий пішак · d4 білий пішак · h4 чорний пішак · d3 чорний пішак · e3 білий кінь · h3 чорний король · c1 чорний кінь · f1 чорний слон · h1 білий слон | e6 чорний пішак · h6 білий король · c5 чорний кінь · e5 білий слон · f5 білий пішак · d4 білий пішак · h4 чорний пішак · d3 чорний пішак · e3 білий кінь · h3 чорний король · c1 чорний кінь · f1 чорний слон · h1 білий слон | e6 чорний пішак · h6 білий король · c5 чорний кінь · e5 білий слон · f5 білий пішак · d4 білий пішак · h4 чорний пішак · d3 чорний пішак · e3 білий кінь · h3 чорний король · c1 чорний кінь · f1 чорний слон · h1 білий слон | e6 чорний пішак · h6 білий король · c5 чорний кінь · e5 білий слон · f5 білий пішак · d4 білий пішак · h4 чорний пішак · d3 чорний пішак · e3 білий кінь · h3 чорний король · c1 чорний кінь · f1 чорний слон · h1 білий слон | e6 чорний пішак · h6 білий король · c5 чорний кінь · e5 білий слон · f5 білий пішак · d4 білий пішак · h4 чорний пішак · d3 чорний пішак · e3 білий кінь · h3 чорний король · c1 чорний кінь · f1 чорний слон · h1 білий слон | e6 чорний пішак · h6 білий король · c5 чорний кінь · e5 білий слон · f5 білий пішак · d4 білий пішак · h4 чорний пішак · d3 чорний пішак · e3 білий кінь · h3 чорний король · c1 чорний кінь · f1 чорний слон · h1 білий слон | e6 чорний пішак · h6 білий король · c5 чорний кінь · e5 білий слон · f5 білий пішак · d4 білий пішак · h4 чорний пішак · d3 чорний пішак · e3 білий кінь · h3 чорний король · c1 чорний кінь · f1 чорний слон · h1 білий слон | 7 |
| 6 | e6 чорний пішак · h6 білий король · c5 чорний кінь · e5 білий слон · f5 білий пішак · d4 білий пішак · h4 чорний пішак · d3 чорний пішак · e3 білий кінь · h3 чорний король · c1 чорний кінь · f1 чорний слон · h1 білий слон | e6 чорний пішак · h6 білий король · c5 чорний кінь · e5 білий слон · f5 білий пішак · d4 білий пішак · h4 чорний пішак · d3 чорний пішак · e3 білий кінь · h3 чорний король · c1 чорний кінь · f1 чорний слон · h1 білий слон | e6 чорний пішак · h6 білий король · c5 чорний кінь · e5 білий слон · f5 білий пішак · d4 білий пішак · h4 чорний пішак · d3 чорний пішак · e3 білий кінь · h3 чорний король · c1 чорний кінь · f1 чорний слон · h1 білий слон | e6 чорний пішак · h6 білий король · c5 чорний кінь · e5 білий слон · f5 білий пішак · d4 білий пішак · h4 чорний пішак · d3 чорний пішак · e3 білий кінь · h3 чорний король · c1 чорний кінь · f1 чорний слон · h1 білий слон | e6 чорний пішак · h6 білий король · c5 чорний кінь · e5 білий слон · f5 білий пішак · d4 білий пішак · h4 чорний пішак · d3 чорний пішак · e3 білий кінь · h3 чорний король · c1 чорний кінь · f1 чорний слон · h1 білий слон | e6 чорний пішак · h6 білий король · c5 чорний кінь · e5 білий слон · f5 білий пішак · d4 білий пішак · h4 чорний пішак · d3 чорний пішак · e3 білий кінь · h3 чорний король · c1 чорний кінь · f1 чорний слон · h1 білий слон | e6 чорний пішак · h6 білий король · c5 чорний кінь · e5 білий слон · f5 білий пішак · d4 білий пішак · h4 чорний пішак · d3 чорний пішак · e3 білий кінь · h3 чорний король · c1 чорний кінь · f1 чорний слон · h1 білий слон | e6 чорний пішак · h6 білий король · c5 чорний кінь · e5 білий слон · f5 білий пішак · d4 білий пішак · h4 чорний пішак · d3 чорний пішак · e3 білий кінь · h3 чорний король · c1 чорний кінь · f1 чорний слон · h1 білий слон | 6 |
| 5 | e6 чорний пішак · h6 білий король · c5 чорний кінь · e5 білий слон · f5 білий пішак · d4 білий пішак · h4 чорний пішак · d3 чорний пішак · e3 білий кінь · h3 чорний король · c1 чорний кінь · f1 чорний слон · h1 білий слон | e6 чорний пішак · h6 білий король · c5 чорний кінь · e5 білий слон · f5 білий пішак · d4 білий пішак · h4 чорний пішак · d3 чорний пішак · e3 білий кінь · h3 чорний король · c1 чорний кінь · f1 чорний слон · h1 білий слон | e6 чорний пішак · h6 білий король · c5 чорний кінь · e5 білий слон · f5 білий пішак · d4 білий пішак · h4 чорний пішак · d3 чорний пішак · e3 білий кінь · h3 чорний король · c1 чорний кінь · f1 чорний слон · h1 білий слон | e6 чорний пішак · h6 білий король · c5 чорний кінь · e5 білий слон · f5 білий пішак · d4 білий пішак · h4 чорний пішак · d3 чорний пішак · e3 білий кінь · h3 чорний король · c1 чорний кінь · f1 чорний слон · h1 білий слон | e6 чорний пішак · h6 білий король · c5 чорний кінь · e5 білий слон · f5 білий пішак · d4 білий пішак · h4 чорний пішак · d3 чорний пішак · e3 білий кінь · h3 чорний король · c1 чорний кінь · f1 чорний слон · h1 білий слон | e6 чорний пішак · h6 білий король · c5 чорний кінь · e5 білий слон · f5 білий пішак · d4 білий пішак · h4 чорний пішак · d3 чорний пішак · e3 білий кінь · h3 чорний король · c1 чорний кінь · f1 чорний слон · h1 білий слон | e6 чорний пішак · h6 білий король · c5 чорний кінь · e5 білий слон · f5 білий пішак · d4 білий пішак · h4 чорний пішак · d3 чорний пішак · e3 білий кінь · h3 чорний король · c1 чорний кінь · f1 чорний слон · h1 білий слон | e6 чорний пішак · h6 білий король · c5 чорний кінь · e5 білий слон · f5 білий пішак · d4 білий пішак · h4 чорний пішак · d3 чорний пішак · e3 білий кінь · h3 чорний король · c1 чорний кінь · f1 чорний слон · h1 білий слон | 5 |
| 4 | e6 чорний пішак · h6 білий король · c5 чорний кінь · e5 білий слон · f5 білий пішак · d4 білий пішак · h4 чорний пішак · d3 чорний пішак · e3 білий кінь · h3 чорний король · c1 чорний кінь · f1 чорний слон · h1 білий слон | e6 чорний пішак · h6 білий король · c5 чорний кінь · e5 білий слон · f5 білий пішак · d4 білий пішак · h4 чорний пішак · d3 чорний пішак · e3 білий кінь · h3 чорний король · c1 чорний кінь · f1 чорний слон · h1 білий слон | e6 чорний пішак · h6 білий король · c5 чорний кінь · e5 білий слон · f5 білий пішак · d4 білий пішак · h4 чорний пішак · d3 чорний пішак · e3 білий кінь · h3 чорний король · c1 чорний кінь · f1 чорний слон · h1 білий слон | e6 чорний пішак · h6 білий король · c5 чорний кінь · e5 білий слон · f5 білий пішак · d4 білий пішак · h4 чорний пішак · d3 чорний пішак · e3 білий кінь · h3 чорний король · c1 чорний кінь · f1 чорний слон · h1 білий слон | e6 чорний пішак · h6 білий король · c5 чорний кінь · e5 білий слон · f5 білий пішак · d4 білий пішак · h4 чорний пішак · d3 чорний пішак · e3 білий кінь · h3 чорний король · c1 чорний кінь · f1 чорний слон · h1 білий слон | e6 чорний пішак · h6 білий король · c5 чорний кінь · e5 білий слон · f5 білий пішак · d4 білий пішак · h4 чорний пішак · d3 чорний пішак · e3 білий кінь · h3 чорний король · c1 чорний кінь · f1 чорний слон · h1 білий слон | e6 чорний пішак · h6 білий король · c5 чорний кінь · e5 білий слон · f5 білий пішак · d4 білий пішак · h4 чорний пішак · d3 чорний пішак · e3 білий кінь · h3 чорний король · c1 чорний кінь · f1 чорний слон · h1 білий слон | e6 чорний пішак · h6 білий король · c5 чорний кінь · e5 білий слон · f5 білий пішак · d4 білий пішак · h4 чорний пішак · d3 чорний пішак · e3 білий кінь · h3 чорний король · c1 чорний кінь · f1 чорний слон · h1 білий слон | 4 |
| 3 | e6 чорний пішак · h6 білий король · c5 чорний кінь · e5 білий слон · f5 білий пішак · d4 білий пішак · h4 чорний пішак · d3 чорний пішак · e3 білий кінь · h3 чорний король · c1 чорний кінь · f1 чорний слон · h1 білий слон | e6 чорний пішак · h6 білий король · c5 чорний кінь · e5 білий слон · f5 білий пішак · d4 білий пішак · h4 чорний пішак · d3 чорний пішак · e3 білий кінь · h3 чорний король · c1 чорний кінь · f1 чорний слон · h1 білий слон | e6 чорний пішак · h6 білий король · c5 чорний кінь · e5 білий слон · f5 білий пішак · d4 білий пішак · h4 чорний пішак · d3 чорний пішак · e3 білий кінь · h3 чорний король · c1 чорний кінь · f1 чорний слон · h1 білий слон | e6 чорний пішак · h6 білий король · c5 чорний кінь · e5 білий слон · f5 білий пішак · d4 білий пішак · h4 чорний пішак · d3 чорний пішак · e3 білий кінь · h3 чорний король · c1 чорний кінь · f1 чорний слон · h1 білий слон | e6 чорний пішак · h6 білий король · c5 чорний кінь · e5 білий слон · f5 білий пішак · d4 білий пішак · h4 чорний пішак · d3 чорний пішак · e3 білий кінь · h3 чорний король · c1 чорний кінь · f1 чорний слон · h1 білий слон | e6 чорний пішак · h6 білий король · c5 чорний кінь · e5 білий слон · f5 білий пішак · d4 білий пішак · h4 чорний пішак · d3 чорний пішак · e3 білий кінь · h3 чорний король · c1 чорний кінь · f1 чорний слон · h1 білий слон | e6 чорний пішак · h6 білий король · c5 чорний кінь · e5 білий слон · f5 білий пішак · d4 білий пішак · h4 чорний пішак · d3 чорний пішак · e3 білий кінь · h3 чорний король · c1 чорний кінь · f1 чорний слон · h1 білий слон | e6 чорний пішак · h6 білий король · c5 чорний кінь · e5 білий слон · f5 білий пішак · d4 білий пішак · h4 чорний пішак · d3 чорний пішак · e3 білий кінь · h3 чорний король · c1 чорний кінь · f1 чорний слон · h1 білий слон | 3 |
| 2 | e6 чорний пішак · h6 білий король · c5 чорний кінь · e5 білий слон · f5 білий пішак · d4 білий пішак · h4 чорний пішак · d3 чорний пішак · e3 білий кінь · h3 чорний король · c1 чорний кінь · f1 чорний слон · h1 білий слон | e6 чорний пішак · h6 білий король · c5 чорний кінь · e5 білий слон · f5 білий пішак · d4 білий пішак · h4 чорний пішак · d3 чорний пішак · e3 білий кінь · h3 чорний король · c1 чорний кінь · f1 чорний слон · h1 білий слон | e6 чорний пішак · h6 білий король · c5 чорний кінь · e5 білий слон · f5 білий пішак · d4 білий пішак · h4 чорний пішак · d3 чорний пішак · e3 білий кінь · h3 чорний король · c1 чорний кінь · f1 чорний слон · h1 білий слон | e6 чорний пішак · h6 білий король · c5 чорний кінь · e5 білий слон · f5 білий пішак · d4 білий пішак · h4 чорний пішак · d3 чорний пішак · e3 білий кінь · h3 чорний король · c1 чорний кінь · f1 чорний слон · h1 білий слон | e6 чорний пішак · h6 білий король · c5 чорний кінь · e5 білий слон · f5 білий пішак · d4 білий пішак · h4 чорний пішак · d3 чорний пішак · e3 білий кінь · h3 чорний король · c1 чорний кінь · f1 чорний слон · h1 білий слон | e6 чорний пішак · h6 білий король · c5 чорний кінь · e5 білий слон · f5 білий пішак · d4 білий пішак · h4 чорний пішак · d3 чорний пішак · e3 білий кінь · h3 чорний король · c1 чорний кінь · f1 чорний слон · h1 білий слон | e6 чорний пішак · h6 білий король · c5 чорний кінь · e5 білий слон · f5 білий пішак · d4 білий пішак · h4 чорний пішак · d3 чорний пішак · e3 білий кінь · h3 чорний король · c1 чорний кінь · f1 чорний слон · h1 білий слон | e6 чорний пішак · h6 білий король · c5 чорний кінь · e5 білий слон · f5 білий пішак · d4 білий пішак · h4 чорний пішак · d3 чорний пішак · e3 білий кінь · h3 чорний король · c1 чорний кінь · f1 чорний слон · h1 білий слон | 2 |
| 1 | e6 чорний пішак · h6 білий король · c5 чорний кінь · e5 білий слон · f5 білий пішак · d4 білий пішак · h4 чорний пішак · d3 чорний пішак · e3 білий кінь · h3 чорний король · c1 чорний кінь · f1 чорний слон · h1 білий слон | e6 чорний пішак · h6 білий король · c5 чорний кінь · e5 білий слон · f5 білий пішак · d4 білий пішак · h4 чорний пішак · d3 чорний пішак · e3 білий кінь · h3 чорний король · c1 чорний кінь · f1 чорний слон · h1 білий слон | e6 чорний пішак · h6 білий король · c5 чорний кінь · e5 білий слон · f5 білий пішак · d4 білий пішак · h4 чорний пішак · d3 чорний пішак · e3 білий кінь · h3 чорний король · c1 чорний кінь · f1 чорний слон · h1 білий слон | e6 чорний пішак · h6 білий король · c5 чорний кінь · e5 білий слон · f5 білий пішак · d4 білий пішак · h4 чорний пішак · d3 чорний пішак · e3 білий кінь · h3 чорний король · c1 чорний кінь · f1 чорний слон · h1 білий слон | e6 чорний пішак · h6 білий король · c5 чорний кінь · e5 білий слон · f5 білий пішак · d4 білий пішак · h4 чорний пішак · d3 чорний пішак · e3 білий кінь · h3 чорний король · c1 чорний кінь · f1 чорний слон · h1 білий слон | e6 чорний пішак · h6 білий король · c5 чорний кінь · e5 білий слон · f5 білий пішак · d4 білий пішак · h4 чорний пішак · d3 чорний пішак · e3 білий кінь · h3 чорний король · c1 чорний кінь · f1 чорний слон · h1 білий слон | e6 чорний пішак · h6 білий король · c5 чорний кінь · e5 білий слон · f5 білий пішак · d4 білий пішак · h4 чорний пішак · d3 чорний пішак · e3 білий кінь · h3 чорний король · c1 чорний кінь · f1 чорний слон · h1 білий слон | e6 чорний пішак · h6 білий король · c5 чорний кінь · e5 білий слон · f5 білий пішак · d4 білий пішак · h4 чорний пішак · d3 чорний пішак · e3 білий кінь · h3 чорний король · c1 чорний кінь · f1 чорний слон · h1 білий слон | 1 |
|   | a | b | c | d | e | f | g | h |   |

Розв'язок.
Білим заважає їхній власний пішак на f5; якби його не було, то після 1. Сf3 мат неминучий, тепер же 1… ef рятує чорних. Дотепний план білих полягає в тому, щоб змусити чорних знищити білого пішака.

1. Кd1 (погрожуючи 2. Кf2×) Крg4

2. Кf2+ Кр: f5

3. Кd1!  (попередній план успішно реалізований, тепер загрожує 4.  Ке3×) Крg4

4. Ке3+ Крһ3

5. Сf3 (набирає чинності головний план) Се2 (інакше 6. Сд4×)

6. Сg2×